# Операція «Кокпіт»
Операція «Кокпіт» (англ. Operation Cockpit) — повітряно-морська військова операція з бомбардування авіаносною авіацією союзників (оперативні групи 69 та 70) важливих цілей — об'єктів нафтової промисловості — на окупованій японськими військами території острову Сабанг (північніше Суматри).

## Зміст

### Передумови
Проведення рейду на об'єкти нафтової промисловості на окупованій японськими військами території голландської Ост-Індії започаткували американці, які мали за мету в такій спосіб відволікти увагу противника від проведення власної операції в Голландії. Командувач британським флотом на Тихому океані адмірал Джеймс Сомервілль запропонував острів Сабанг, на якому знаходились стратегічно важливі для японців об'єкти. Водночас, окупаційні сили, що вели запеклі бої в Бірмі, зазнавали великих труднощів із забезпеченням паливно-мастильними матеріалами, тому рейд на заводи з переробки нафти могли спричинити ще більше проблем для японського командування, і, таким чином, допомогти британській 14-ій армії генерала В.Сліма.
Додатково, британський флот зі своєю авіацією здобував досвід взаємодії з американськими пілотами у контексті подальшої підготовки Британського тихоокеанського флоту до операцій в Тихому океані.

### Рейд
О 5:30 ранку 19 квітня 1944 року перше ударне угруповання палубної авіації в кількості 17 бомбардувальників «Барракуда» та 13 винищувачів «Корсар» з британського авіаносця «Ілластріас» та 29 бомбардувальників «Донтлес» і «Авенджер» за підтримки 24 винищувачів «Хеллкет» з борту американського авіаносця «Саратога» завдало першого удару по японських об'єктах на острові Сабанг.
Удар з повітря виявився абсолютно несподіваним для японського командування, ніякого опору авіація противника нальоту не чинила. Англо-американські літаки штурмували порт Сабанга та аеродром біля Ло-Нга. Вони уразили два невеликих торговельних судна, потопили одно та друге викинулось на берег і додатково обстріляли два ворожі есмінці й ескортний корабель, спричинивши на них пожежу.
Тим часом на злітному полі аеродрому були знищені 24 літаки, а пряме влучення 1000-фунтової бомби у великий нафтовий танк спричинило велику пожежу. Багато інших об'єктів було також уражено вогнем з повітря. Підводний човен «Тактишен», який спостерігав за результатами повітряного рейду, доповідав про велику пожежу в доках, що продовжувалась тривалий час після завершення нальоту союзної авіації.
Навздогін японці спробували атакувати авіаносне угруповання трьома торпедоносцями, але водни були знищені у повітрі патрульною авіацією союзників.
12 американських літаків, що здійснювали наліт, втім 11 з них повернулись на борт «Саратоги». Один «Хеллкет» впав у море, проте, під вогнем берегової артилерії японців пілот був врятований екіпажем підводного човна «Тактишен».
Після успішного проведення рейду, британці організували наступний наліт у травні 1944 року на японські об'єкти в окупованій Сурабаї.